# Edward Haratym
Edward Haratym SJ (ur. 13 października 1917 w Łopienniku Dolnym, zm. 17 września 1992 w Gdyni) – polski jezuita, biblista, tłumacz Pisma Świętego.

## Życiorys
Do zakonu jezuitów wstąpił w 1932, w 1938 ukończył szkołę średnią w Pińsku, następnie studiował filozofię w kolegium jezuickim w Krakowie (1938-1939), a po wybuchu II wojny światowej w Nowym Sączu (1939-1941). W latach 1941–1944 studiował teologię w kolegium jezuickim w Starej Wsi. W 1948 obronił pracę magisterską na Uniwersytecie Jagiellońskim, a w 1950 pracę doktorską Księga Daniela. Wstęp - nowy przekład - komentarz napisaną pod kierunkiem Jana Krzemienieckiego. W latach 1950–1952 wykładał Pismo Święte na Wydziale Teologicznym oo. Jezuitów w Krakowie, a po jego przeniesieniu do Warszawy tamże, w latach 1952-1979. W latach 1952–1953 był równocześnie duszpasterzem w Poznaniu, w latach 1953-1959 w Toruniu. W Warszawie prowadził wykłady o Piśmie Świętym dla inteligencji. Od 1979 mieszkał w Piotrkowie Trybunalskim, a w ostatnim okresie życia w Gdyni.
Dla I wydania Biblii Tysiąclecia przetłumaczył Księgę Daniela oraz uzupełnił komentarz do przetłumaczonej przez zmarłego ks. Stanisława Stysia Księgi Jeremiasza. Nie zgodził się jednak na wieczyste przekazanie praw autorskich do swojej pracy, co spowodowało, że obie księgi w kolejnych wydaniach zostały przetłumaczone przez innych autorów.
Został pochowany w grobowcu zakonnym na cmentarzu Witomińskim w Gdyni (kwatera 63-55-1).

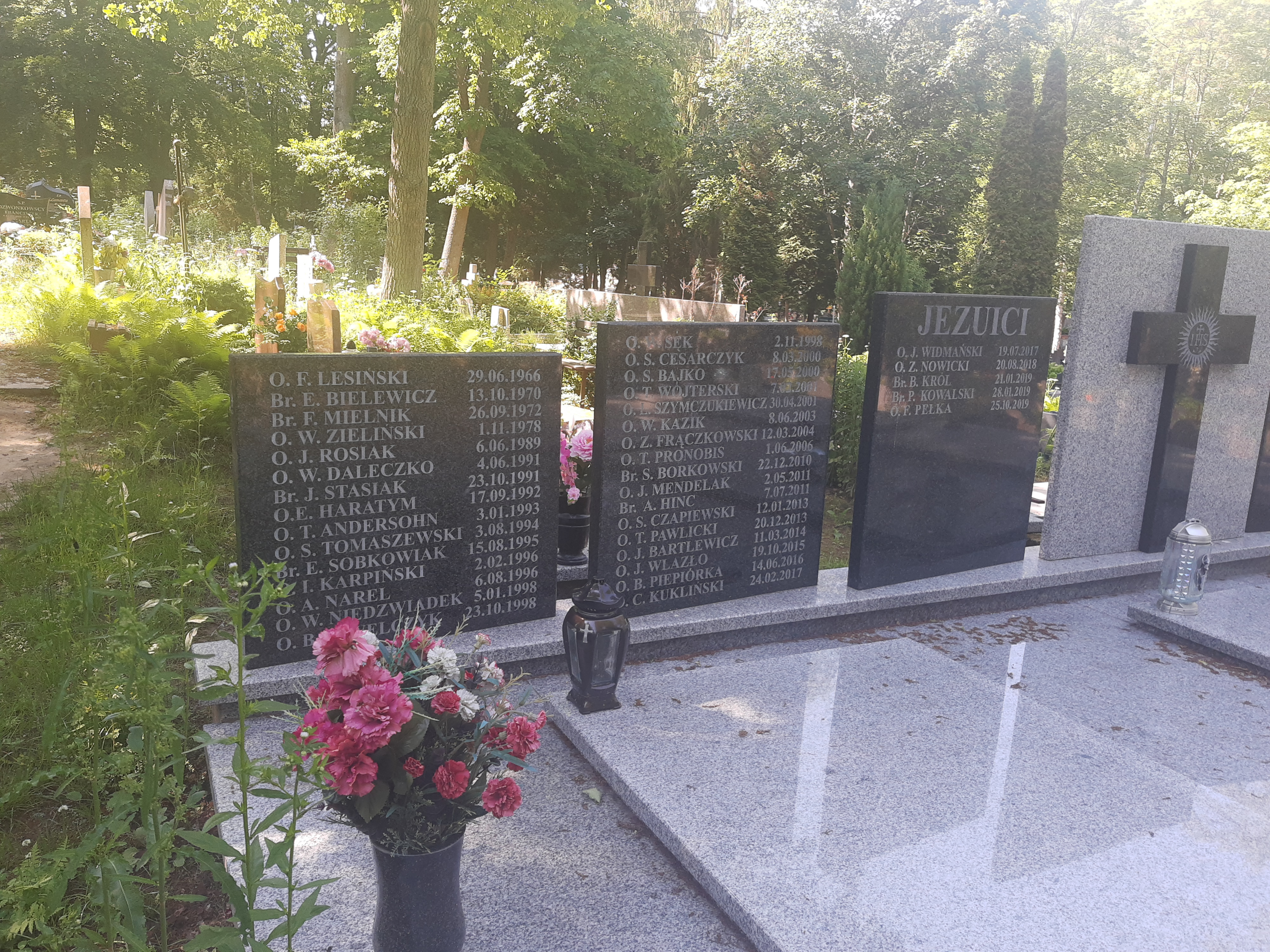
Grobowiec ks. Edwarda Haratyma i innych jezuitów na cmentarzu Witomińskim